# Hans Tropsch
Hans Tropsch (ur. 7 października 1889 w Planie, Austro-Węgry, zm. 8 października 1935 w Essen, Niemcy) – chemik niemiecki z Sudetów. Współautor, wraz z Franzem Fischerem, procesu pozwalającego na wytwarzanie benzyny syntetycznej nazywanego syntezą Fischera-Tropscha.
Studiował chemię na Niemieckim Uniwersytecie Technicznym w Pradze w 1912 uzyskał dyplom z wyróżnieniem. W tym samym roku rozpoczął pracę jako asystent na Niemieckim Uniwersytecie w Pradze i na Niemieckim Uniwersytecie Technicznym w Pradze. Doktorat z inżynierii uzyskał w 1913 na podstawie pracy pt. Nowe pochodne pirydyny, w 1930 habilitował się na Niemieckim Uniwersytecie Technicznym w Pradze w zakresie chemii paliw. W 1925 przyjął obywatelstwo niemieckie, opuścił Pragę w 1931 i przeniósł się do Armour Institute of Technologies w Chicago jako profesor, a w 1933 na University of Chicago. W tym samym czasie był chemikiem konsultantem w Laboratorium Naukowo-Technicznym Riverside firmy Universal Oil Products Company. Z powodu choroby w 1935 powrócił do Niemiec, gdzie zmarł na raka.